# Peter Kenez
Peter Kenez (1937) es un historiador estadounidense de origen húngaro, que ha publicado varios libros sobre la Guerra Civil Rusa y la Unión Soviética.